# Berito Kuwaru'wa
Berito Kuwaru'wa, también conocido como Berito Cobaría o Roberto Afanador Cobaría, es un líder indígena miembro del pueblo u'wa al nororiente de Colombia. Fue galardonado con el Premio Goldman en 1998 por su rol de mediador en conflictos entre el pueblo u’wa y las multinacionales petroleras.

## Biografía

### Infancia y familia
Cuando era niño, Berito Kuwaru'wa fue raptado por misioneros católicos y llevado a vivir a un campamento misionero. Allí lo bautizaron y le dieron el nombre de Roberto Afanador Cobaría. Vivió en la misión durante varios años y aprendió algo de español, hasta que su madre logró rescatarlo. Fruto de esa experiencia, Kuwaru’wa trabaja desde muy joven en defensa de su pueblo.
Kuwaru'wa es padre de cinco hijos.

### Defensa de su territorio
En el año 1992 la empresa Occidental Petroleum (Oxy) se le otorgó una licencia para explorar en busca de petróleo en el territorio de los u’wa. Dicha exploración constituía una violación a la Constitución de 1991 que establece que se debe dar el consentimiento de la comunidad para realizar exploraciones en territorios indígenas.
Berito Kuwaru'wa emprendió una campaña internacional no violenta en la que exhortó a las multinacionales petroleras a no perforar en las tierras tradicionales y ancestrales del pueblo u'wa. Explicando que para su comunidad el petróleo es considerado como la sangre de la Madre Tierra y extraerlo era equivalente a matarla. Kuwaru'wa explicó que su comunidad estaba dispuesta a cometer un suicidio masivo arrojándose por un barranco si era necesario para defender su territorio.

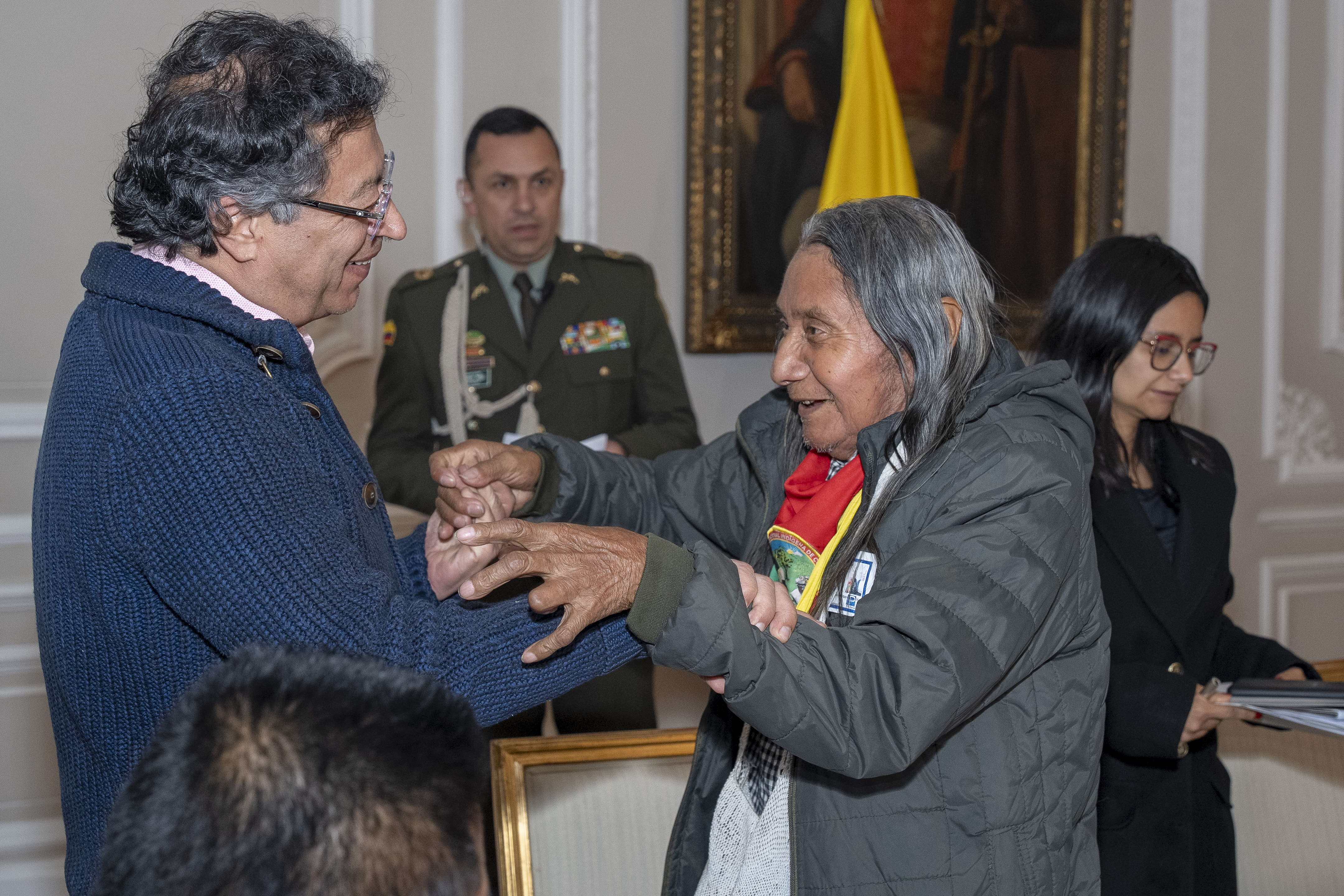
Presidente Petro y Berito Kuwaru'wa en 2025

### Reconocimientos
Berito Kuwaru'wa ha sido reconocido mundialmente por su lucha ambiental y ha sido invitado a hablar de su lucha en diferentes países del mundo. En el año 1998 recibió el Premio Goldman del medio ambiente. El mismo año recibió del entonces príncipe Felipe de Borbón, el premio Fray Bartolomé de las Casas.
Con el dinero que recibió por dichos premios adquirió una finca en Cubará, en Boyacá, la cual se la entregó a su comunidad.